# Tarimoro (kommun)
Tarimoro är en kommun i Mexiko.   Den ligger i delstaten Guanajuato, i den centrala delen av landet, 200 km nordväst om huvudstaden Mexico City.
Följande samhällen finns i Tarimoro:
- Tarimoro
- La Moncada
- Panales Jamaica
- Los Fierros
- San Juan Bautista Cacalote
- Charco Largo
- La Esperanza
- El Cerrito
- Cerro Prieto
- Buenavista
- El Toro
- Ojo de Agua de Nieto